# DRG 01 sorozat
A DRG 01 egy német 2C1 tengelyelrendezésű szerkocsis gőzmozdony sorozat volt. Az AEG, a BMAG, a Borsig, a Henschel, a Hohenzollern és a Krupp gyártotta 1926 és 1938 között. A sorozat több tagját is megőrizték, az egyik a Bahnpark Augsburgban található.
A mozdony az egyik választható jármű a Sid Meier's Railroads! című PC játékban.